# Szaserzy
Szaserzy (fr. chasseur – strzelec) – formacje lekkiej piechoty (strzelcy piesi) lub kawalerii (strzelcy konni), rozpowszechnione w okresie wojen napoleońskich, szczególnie we Francji. Ich podstawowe uzbrojenie stanowiła broń palna (w kawalerii karabinek i pistolety uzupełniane szablą).

## Historia
W wojsku francuskim pierwsze oddziały strzelców pieszych i konnych (tzw. regiment szaserów Fischera) utworzono w trakcie wojny o sukcesję austriacką. W 1756 pułk liczył 5 kompanii piechoty (po 40 ludzi) i 4 kompanie jazdy (po 75 konnych). 
Formacje szaserów szczególnie rozpowszechniły się w okresie wojen napoleońskich. W późniejszym okresie stanowiąc znaczną część pułków kawaleryjskich. Przykładowo w 1864 r. na 245 europejskich pułków lekkiej jazdy, 35 stanowiły oddziały szaserów.
Wraz z ujednolicaniem formacji wojskowych, określenie szaserzy zyskało bardziej wymiar tradycyjny niż formalny, w okresie II wojny światowej przenosząc się na pole kontynuujących tradycje szaserów jednostek zmechanizowanych i pancernych.

## W Polsce

### Księstwo Warszawskie
Wojsko Polskie Księstwa Warszawskiego  dysponowało czterema pułkami strzelców konnych (szaserów):
- 1 pułk strzelców konnych (szaserów)
- 4 pułk strzelców konnych (szaserów)
- 5 pułk strzelców konnych (szaserów)
- 21 pułk strzelców konnych (szaserów)

### Królestwo Polskie
W Wojsku Polskim Królestwa Polskiego (kongresowego) występowały:
- Pułk Strzelców Konnych Gwardii (podczas powstania listopadowego: 5 Pułk Strzelców Konnych Królestwa Kongresowego)
- Dywizja Strzelców Konnych Królestwa Kongresowego

### II Rzeczpospolita
Tradycje szaserów w II Rzeczypospolitej kontynuowało w Wojsku Polskim dziesięć pułków kawalerii.